# Végakarat
A Végakarat (eredeti cím: Last Orders) 2001-es brit-német drámafilm, amelyet Fred Schepisi írt és rendezett. A forgatókönyv Graham Swift 1996-os, Booker-díjas Last Orders című regénye alapján készült.
Egy csapat régi barát felidézi az elmúlt évek alatti életét, miután a csoport egyik tagja meghalt. 

## Cselekmény
A cím egy kocsmáros és egy haldokló ember, jelen esetben Jack Dodds, egy kelet-londoni hentes utolsó kívánságaira utal, aki elhibázott, de tisztességes élete során négy emberre volt nagy hatással. A csapat összegyűlik, hogy szétszórja Jack hamvait Margate-ben, ahol a férfi azt remélte, hogy feleségével, Amyvel egy kis tengerparti házikóba vonulhat vissza, ami soha nem teljesült.
A négy profi lóverseny szerencsejátékos Ray Johnson, más néven Lucky, aki Jack mellett harcolt a második világháború alatt, és azóta is a legjobb barátja; az egykori boxoló Lenny, aki mindig készen áll arra, hogy egy vitát az öklével rendezzen el; temetkezési vállalkozó Vic, aki afféle puffer-ként működik; és Jack fia, Vince, aki használt luxusautók kereskedője, akinek kapcsolata az apjával sosem tudott teljesen helyreállni, amikor kisfiúként megtudta, hogy igazi családja elpusztult egy háborús bombázásban, Jack és Amy befogadták őt, az árva csecsemőt, és sajátjukként nevelték fel.
Miközben a kvartett autóval elutazik Londonból, hogy eleget tegyen Jack kérésének, megállnak a Canterburyi katedrálisnál, a Chatham Naval Memorial-nál, egy komlót termesztő farmon, ahol Jack és Amy találkoztak, és néhány kocsmánál, visszaemlékezve barátjukra.
Amy a saját útjára indul, hogy meglátogassa lányukat, June-t, aki tanulási nehézségekkel küzd, és akit nem sokkal ötven évvel korábbi születése után intézményesítettek. Az évek során Jack alig vett tudomást a lány létezéséről, de Amy hűségesen látogatta őt hetente, annak ellenére, hogy June-nak fogalma sem volt arról, hogy ki ő és miért látogatja.
A hat évtizeden átívelő, gyakori visszatekintéseken keresztül lassan kibontakozik azoknak az eseményeknek a története, amelyek ezeket az embereket életük ezen pontjára juttatták, és végül kiderül a barátság és a szeretet fontossága.

## Szereplők
- Michael Caine ..... Jack Dodds
- Tom Courtenay ..... Vic Tucker
- David Hemmings .....  Lenny
- Bob Hoskins ..... Ray Johnson
- Helen Mirren ..... Amy Dodds
- Ray Winstone ..... Vince Dodds
- JJ Feild ..... Fiatal Jack
- Cameron Fitch ..... Fiatal Vic
- Nolan Hemmings ..... Fiatal Lenny
- Anatol Yusef ..... Fiatal Ray
- Kelly Reilly ..... Fiatal Amy
- Stephen McCole ..... Fiatal Vince
- Laura Morelli ..... June Dodds
- George Innes ..... Bernie (a Coach and Horses bérbeadója)

## Gyártás
A film hivatalos honlapja szerint Elisabeth Robinson producer és Fred Schepisi forgatókönyvíró/rendező 1997-ben egy Don Quijote-ról szóló játékfilmet készítettek, miközben a nő felhívta a figyelmét Graham Swift regényére. Ők ketten megvásárolták a könyv filmes jogait, Schepisi pedig elkezdett dolgozni az adaptáción, és 1998 februárjára elkészült a forgatókönyv első vázlata. Schepisi találkozott a lehetséges szereplőkkel, és elkötelezte magát Michael Caine, Tom Courtenay, Bob Hoskins és Ray Winstone mellett.
Nik Powell, a Scala független produkciós cég vezetője executive producerként szerződött, és 2000 nyarán a németországi Rainer Mockert és az MBP segítségével a finanszírozásban is segített. A forgatás októberben kezdődött, és kilenc hétig tartott.
A forgatási helyszínek között szerepelt Eastbourne, Peckham és Bermondsey (London), Canterbury, Chatham, Old Wives Lees, Margate és Rochester. A belső felvételeket a Buckinghamshire-i Pinewood stúdióban forgatták.

## Bemutató
A filmet 2001 szeptemberében mutatták be a Torontói Nemzetközi Filmfesztiválon, majd a San Sebastián-i Nemzetközi Filmfesztiválon, a Varsói Filmfesztiválon, a Reykjavíki Filmfesztiválon és a Londoni Filmfesztiválon, mielőtt 2001. december 7-én bemutatták volna az Amerikai Egyesült Államokban. A film 2002. január 11-én került az Egyesült Királyságban a mozikba.
A film az Egyesült Államokban 2 329 631 dollár, a külföldi piacokon pedig 4 544 261 dolláros bevételt ért el, világszerte összesen 6 873 892 dolláros bevételt gyűjtött.

## Fordítás
- Ez a szócikk részben vagy egészben  a   Last Orders (film) című angol Wikipédia-szócikk fordításán alapul.  Az eredeti cikk szerkesztőit annak laptörténete sorolja fel. Ez a jelzés csupán a megfogalmazás eredetét és a szerzői jogokat jelzi, nem szolgál a cikkben szereplő információk forrásmegjelöléseként.